# Brandon Lee

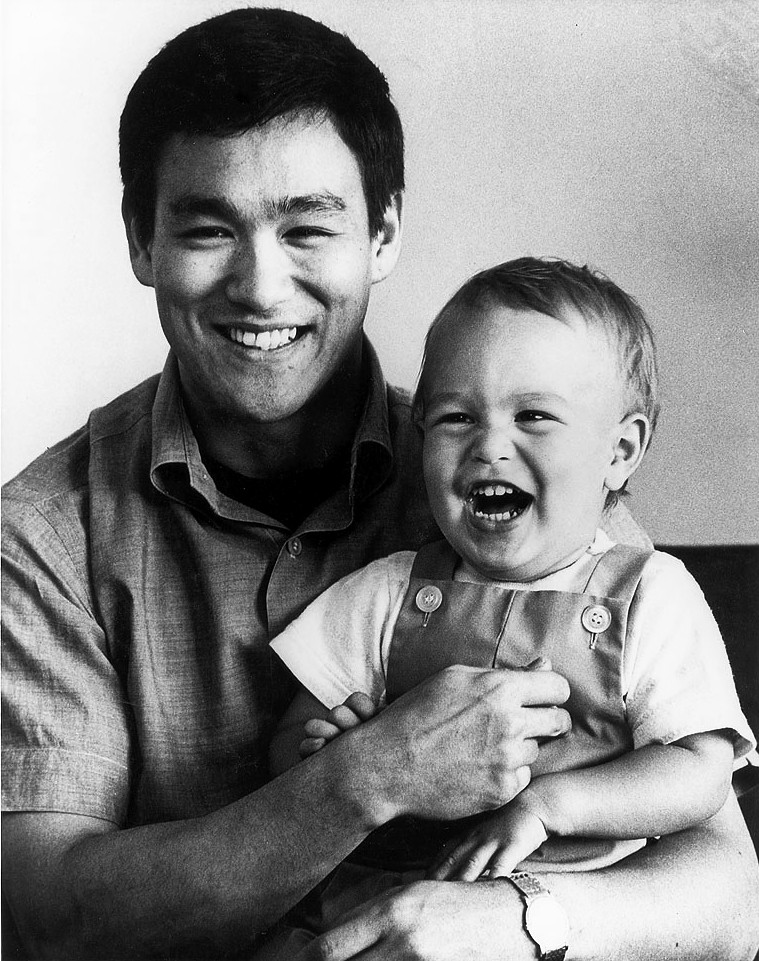
Brandon z ojcem

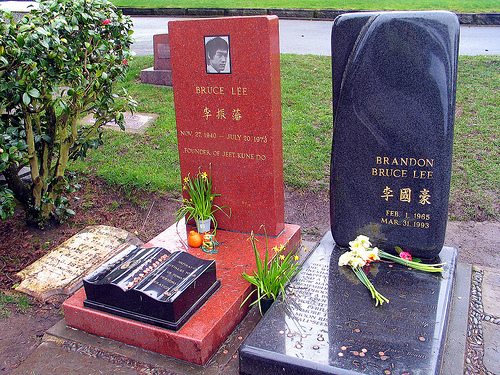
Groby Bruce’a i Brandona Lee

Brandon Bruce Lee (chiń. upr. 李国豪; chiń. trad. 李國豪; pinyin Lǐ Guóháo; ur. 1 lutego 1965 w Oakland, zm. 31 marca 1993 w Wilmington) – amerykański aktor, syn Bruce’a Lee i brat Shannon Lee.

## Życiorys

### Wczesne lata
Urodził się w Oakland w Kalifornii jako syn Lindy Lee Cadwell i legendarnego mistrza sztuk walki Bruce’a Lee. Zaledwie tydzień po jego urodzeniu zmarł dziadek, śpiewak operowy Lee Hoi-Chuen. W 1965 rodzina wraz z Brandonem przeniosła się do Hongkongu, gdzie uczęszczał do szkoły dla chłopców La Salle College, a w wieku ośmiu lat zaczął mówić płynnie po kantońsku.
19 kwietnia 1969 urodziła się jego młodsza siostra Shannon Emery. W 1973 roku jego ojciec zmarł w wieku 32 lat w Hongkongu, z powodu obrzęku mózgu. Po śmierci męża Linda Lee przeprowadziła się do Seattle, a następnie do Los Angeles.
Brandon trenował kung-fu, a także uczył się dramaturgii w High School of Dramaturgic. Naukę kontynuował w Chadwick School. W 1983 roku został wydalony ze szkoły z powodu złego zachowania, ale otrzymał dyplom w szkole średniej Miraleste High School.

### Kariera
Z powodu częstych problemów w kilku szkołach średnich, ostatecznie mając osiemnaście lat przeniósł się do Nowego Jorku, gdzie zaczął uczęszczać na lekcje aktorstwa w renomowanej szkole artystycznej Lee Strasberg Academy. Następnie studiował w Emerson College w Bostonie w stanie Massachusetts. Należał do stowarzyszenia artystycznego, znanego pod nazwą New American Theatre.
Zadebiutował na ekranie w niewielkiej roli gangstera w filmie Crime Killer (1985) u boku Petera Maloty i Yuji Okumoto. Rok później znalazł się w obsadzie telewizyjnego filmu przygodowego CBS Kung Fu: The Movie (1986) z Davidem Carradine i Martinem Landauem jako Chung Wang oraz zagrał główną rolę Brandona Ma w dramacie sensacyjnym Piętno nienawiści (Long zai jiang hu, 1986). Pojawił się też w serialach: CBS Summer Playhouse (1987) jako Johnny Caine z Miguelem Ferrerem i detektywistycznym ABC Ohara (1988) jako Kenji z Patem Moritą.
W dreszczowcu Laserowa misja (Laser Mission, 1989) z udziałem Ernesta Borgnine'a i Wernera Pochatha wystąpił w roli głównej jako Michael Gold w służbie CIA. W czarnej komedii sensacyjnej Ostry poker w Małym Tokio (Showdown in Little Tokyo, 1991) zagrał u boku Dolpha Lundgrena. Był też głównym bohaterem filmu Huragan ognia (Rapid Fire, 1992).
W 1993 odrzucił propozycję zagrania swojego ojca w filmie Smok. Historia Bruce’a Lee (Dragon: The Bruce Lee Story), a rolę ostatecznie zagrał Jason Scott Lee.

## Okoliczności śmierci
Brandon Lee zmarł 31 marca 1993 w wieku 28 lat z powodu obrażeń powstałych w wyniku postrzału na planie filmu Kruk. 17 dni później w Meksyku miał odbyć się jego ślub z pisarką Elizą Hutton. Do wypadku doszło podczas sceny, w której bohater filmu Eric Draven, grany przez Lee, zostaje postrzelony przez uzbrojony gang. Rewolwer trzymał w ręce aktor Michael Massee. Rewolwer S&W Model 29 z którego strzelał, został załadowany ślepymi nabojami, jednak w lufie znajdowała się kula – pozostałość po kręconych kilka dni wcześniej scenach z użyciem nieprawidłowo (amatorsko) wykonanej amunicji szkolnej. Użyte wówczas atrapy nabojów wykonano z prawdziwej amunicji poprzez otwarcie naboju, usunięcie prochu i ponowne umieszczenie pocisku w łusce. Oddanie pozorowanego wystrzału z użyciem tak przerobionego naboju, mimo nieobecności ładunku miotającego (prochu) spowodowało, iż pocisk opuścił łuskę i utkwił w lufie – wystarczyła do tego energia pochodząca z eksplozji ładunku inicjującego (spłonki). Podczas kręcenia feralnej sceny postrzału, pozostający w lufie pocisk został wystrzelony za sprawą użycia prawidłowo skonstruowanego ślepego naboju (który sam w sobie nie zawiera pocisku, lecz ładunek prochu jest porównywalny z używanym w amunicji strzeleckiej). Osoba odpowiedzialna za używanie broni na planie filmowym była tego dnia nieobecna. Lee został postrzelony w brzuch, wskutek czego zmarł.
Brandon został pochowany obok swojego ojca na Lake View Cemetery w Seattle.

## Filmografia
- 1977: Bruce Lee, the Legend jako on sam
- 1986: Kung Fu: The Movie jako Chung Wang
- 1986: Piętno nienawiści (Long zai jiang hu) jako Brandon Ma
- 1987: Kung Fu: The Next Generation jako Johnny Caine
- 1989: Laserowa misja (Laser Mission) jako Michael Gold
- 1991: Ostry poker w Małym Tokio (Showdown in Little Tokyo) jako Johnny Murata
- 1992: Huragan ognia (Rapid Fire) jako Jake Lo
- 1992–2002: The Big Breakfast jako on sam
- 1993: Curse of the Dragon jako on sam
- 1993: Death by Misadventure jako on sam
- 1993: The Life of Bruce Lee jako Bruce Lee
- 1994: Kruk (The Crow) jako Eric Draven
- 1997: Brandon Lee: The E! True Hollywood Story jako on sam
- 1998: The Path of the Dragon jako on sam